# Firehose
Firehose (cujo nome é estilizado como "fIREHOSE") foi uma banda estadunidense de rock alternativo. A banda era formada por Mike Watt (baixo, vocal), Ed Crawford (guitarra, vocal), e George Hurley (bateria).

## História
A fIREHOSE foi formada na primavera de 1986, pouco tempos após a morte acidental de D. Boon, vocalista e guitarrista do Minutemen, banda que Mike Watt e George Hurley também faziam parte. Crawford, um então estudante universitário e fã do Minutemen, na época com apenas 21 anos de idade, acabou sendo convidado para sentar no telhado da van da banda chamada "Camper Van Beethoven".
Os membros da "Camper Van Beethoven" contaram um boato para Crawford, dizendo que Mike Watt e George Hurley estavam fazendo audições para encontrar um novo guitarrista para a banda. Crawford, após ter encontrado o telefone de Mike Watt na lista telefônica, acabou telefonando para o ídolo, dizendo que estava muito interessado em montar uma banda com ele e George Hurley.
Ainda lamentando a morte de seu grande amigo D. Boon, Mike Watt inicialmente não demonstrou muito interesse no projeto, porém a insistência de Crawford (que chegou até a ir para San Pedro, a fim de pedir uma chance para tocar com ele), acabou gerando resultado. Watt acabou concordando e junto com Hurley, fizeram um teste com Crawford, tocando "I'm One" do The Who, bem como algumas canções do Minutemen. Impressionados com a paixão e o entusiasmo de Crawford, Watt e Hurley concordaram em dar uma chance ao garoto "inexperiente" e a banda acabou sendo formada. Pouco tempo depois da banda ser formada, Crawford mudou-se para San Pedro, onde tornou-se conhecido por "ed fROMOHIO" e passou a dormir no apartamento de Mike Watt, debaixo de uma mesa, por nove meses.. O nome da banda foi retirado de um curta-metragem de Bob Dylan, chamado "Subterranean Homesick Blues", pois Mike Watt achou engraçado a cena em que Bob Dylan aparece segurando uma placa de sinalização com o escrito "firehose".
O primeiro show da banda ocorreu em junho de 1986, e, no fim daquele mesmo ano, foi lançado também o álbum de estreia da banda. Intitulado de Ragin', Full-On, foi produzido por Ralph Burns Kellogg (que produziu os dois últimos álbuns do Minutemen) e lançado pela gravadora independente SST Records, com a faixa "Brave Captain" se tornando single promocional. Ainda naquele mesmo ano, eles ajudaram o Sonic Youth na "Turnê Flaming Telepaths". A banda acabou ganhando rapidamente um grande fã clube local, especialmente pelos skatistas da cidade, devido ao fato de muitas músicas da banda serem incluídas em vídeos de skate, ainda nos anos 80.
No decorrer dos anos, a banda acabou desenvolvendo um estilo próprio, distinguindo-se cada vez mais do som do Minutemen, embora ainda trouxessem a influência do punk, funk e jazz, além de gravar seus álbuns de forma barata e rápida, adotando a prática econômica "Jamming Econo" idealizado pelo Minutemen. A banda lançou mais dois álbuns pela SST, If'n e fROMOHIO, repleto de guitarras vibrantes, funk angular, arranjos complicados e os "discursos" ou letras enigmáticas de Watt. O álbum fROMOHIO apresentou o single "Time With You" que alcançou a posição 26º na parada musical Billboard Modern Rock Tracks e teve seu videoclipe veiculado na MTV2.. Durante o final dos anos 80, o grupo esteve em turnê com bandas populares no cenário underground americano como Sonic Youth, Descendents e X.
Em 1991, a banda fez uma ação inesperada, eles assinaram com a grande gravadora Columbia Records (subsidiária da Sony Music Group). Embora muitos de seus admiradores temessem uma venda, o fIREHOSE rapidamente dissipou essas preocupações com seu próximo disco eclético e barulhento, Flyin 'the Flannel. Foi nessa época que o rock alternativo, exemplificado por bandas "grunge" pesadas e influenciadas pelo punk como o Nirvana, invadiu as paradas. Um álbum de rock alternativo que alcançou vendas de multiplatina, Blood Sugar Sex Magik de 1991, da banda Red Hot Chili Peppers, foi, de fato, dedicado a Watt.
O último show deles ocorreu no dia 12 de fevereiro de 1994, no "Warner Grand Theatre", em San Pedro, Califórnia.

## Após o fim
Após o fim da banda, Mike Watt entrou em carreira solo, lançando três álbuns. Ele também se mantém envolvido em diversos projetos, incluindo a banda Dos (que ele fundou com sua esposa Kira Roessler, ex-baixista do Black Flag), Banyan (com Stephen Perkins, o ex-baterista do Jane's Addiction), os Stooges (ao lado do lendário Iggy Pop) e também com a Unknown Instructors (uma banda que ele formou com George Hurley). Mike Watt também é o apresentador de um programa de rádio na internet, chamado "Watt From Pedro Show".
Ed Crawford também se envolveu em diversos projetos, incluindo a banda "Grand National" (não confundam com a banda britânica de mesmo nome), e tocou e excursionou com uma banda country, já extinta, chamada "Whiskeytown". Actualmente, ele é o líder da banda "Ed Crawford Trio".
George Hurley também se envolveu em diversos projetos musicais. George foi baterista da banda "Vida" (com Dez Cadena, ex-membro do Black Flag), "Red Krayola and Tripod" e o "Unknown Instructors".

## Discografia

### Álbuns de estúdio
- Ragin', Full On (1986, SST Records)
- If'n (1987, SST Records)
- Fromohio (1989, SST Records)
- Flyin' the Flannel (1991, Sony)
- Mr. Machinery Operator (1993, Sony)

### EPs e singles
- Sometimes (EP, 1988, SST Records)
- "Time With You" (Single de 1989, SST Records) 26º posição na Billboard Modern Rock Tracks[8]
- Live Totem Pole (EP, 1992, Columbia Records)
- "Big Bottom Pow Wow" (Single de 1993, Columbia Records)
- "Red & Black" (Single de 1995, ao vivo, Sony)